# Danny Swanson
Pour les articles homonymes, voir Swanson.
Danny Swanson, né le 28 décembre 1986 à Édimbourg, est un footballeur écossais qui évolue au poste de milieu de terrain à St Johnstone.

## Biographie
Le 2 février 2015 il est prêté à St Johnstone. 
Le 1er avril 2017, Swanson et son coéquipier Richard Foster se mettent en une bagarre lors d'un match contre le Hamilton Academical.

## Palmarès

### En club
- Dundee United
  - Vainqueur de la Coupe d'Écosse en 2010.